# گیوم سیزرون
گیوم سیزرون (فرانسوی: Guillaume Cizeron‎؛ زادهٔ ۱۲ نوامبر ۱۹۹۴) اسکیت‌باز نمایشی اهل فرانسه است.